# Supercalifragilisticexpialidocious
Supercalifragilisticexpialidocious(/ˌsuːpərˌkælɨˌfrædʒɨˌlɪstɪkˌɛkspiːˌælɨˈdoʊʃəs/)는 영어에서 긴 단어 중 하나이다. 1964년에 제작된 뮤지컬 영화 메리 포핀스에 등장하는 단어이며, 수퍼 - 캘리 - 프래질리스틱 - 익스피 - 얄리 - 도셔스 로 끊어 읽을 수도 있다. 이 영화에서 가장 강력한 마법 중의 하나이다. 어떤 일이 있어도 이 주문을 외치면 기분이 좋아진다고 한다. 굳이 해석하자면, '환상적이다' 정도로 해석이 가능하다.

## 해석
해석하자면 다음과 같다.
- super: above (월등한)
- cali: beauty (아름다움)
- fragilistic: delicate (섬세한)
- expiali: to atone (속죄하다)
- docious: educable (가르칠 수 있는)